# Modstandsfolk som blev henrettet under 2. verdenskrig i Danmark
Den tyske besættelsesmagt henrettede adskillige danske modstandsfolk efter den danske regering trak sig d. 29. august 1943. Denne artikel indeholder en oversigt over disse personer i kronologisk rækkefølge efter henrettelsesdatoen. Personer som blev dræbt i tysk varetægt er ikke medtaget.

## Modstandsfolk som blev henrettet under 2. verdenskrig
Denne liste er ufuldstændig; hjælp gerne med at udfylde den.
| Nr. | Navn                                | Født               | Gruppe                             | Anholdt                | Henrettet                                                                         | Begravet                                 |
| --- | ----------------------------------- | ------------------ | ---------------------------------- | ---------------------- | --------------------------------------------------------------------------------- | ---------------------------------------- |
| 1   | Paul Edvin Kjær Sørensen            | 6. juni 1916       | DKP, Frit Danmark, Aarsgruppen     | 18. august 1943        | 28. august 1943 (27 år) i Ryvangen eller gården Birkelund på Fælledvej i Dragør.  | Warnemünde, Tyskland                     |
|     | Marius Peter Christian Jeppesen     | 21. april 1922     | -                                  | -                      | 22. november 1943 (21 år) i Ryvangen                                              | Vester Alling Kirkegaard                 |
|     | Anders W. Andersen                  | 12. juli 1924      | Konservativ Ungdom                 | 19. november 1943      | 2. december 1943 (19 år) i Skæring                                                | Mindelunden på Randers Nordre Kirkegård. |
|     | Georg Mørch Christiansen            | 14. september 1921 |                                    | 16. september 1943     | 2. december 1943 (22 år) i Skæring                                                | Aarhus Vestre Kirkegård                  |
|     | Otto Manley Christiansen            | 30. september 1924 | Konservativ Ungdom                 | 19. september 1943     | 2. december 1943 (19 år) i Skæring                                                | Bispebjerg Kirkegård                     |
|     | Sven Johannesen                     | 10. juni 1923      | KUs modstandsgruppe i Randers      | 19. september 1943     | 2. december 1943 (20 år) i Skæring                                                | Mindelunden på Randers Nordre Kirkegård  |
|     | Oluf Kroer                          | 17. april 1916     | KUs modstandsgruppe i Randers      | 19. september 1943     | 2. december 1943 (27 år) i Skæring                                                | Mindelunden på Randers Nordre Kirkegård  |
|     | Alf Tolboe Jensen                   | 14. september 1918 | -                                  | 13. oktober 1943       | 29. december 1943 (25 år) på kasernegården på Vestre Allés Kaserne kl. 8 i Aarhus | kirkegården ved Brabrand Kirke           |
|     | Niels Stenderup                     | 20. maj 1924       | -                                  | -                      | 24. april 1944 (19 år) i Ryvangen                                                 | Mindelunden i Ryvangen                   |
|     | Svend Otto Nielsen                  | 19. august 1908    | -                                  | -                      | 27. april 1944 (35 år) i Ryvangen                                                 | Mindelunden i Ryvangen                   |
|     | Lars Bager Svane                    | 26. april 1919     | Holger Danske                      | 4. oktober 1943        | 29. april 1944 (25 år) i Ryvangen                                                 | Mindelunden i Ryvangen                   |
|     | Carl Erik Abel                      | 18. september 1910 | Holger Danske                      | 4. oktober 1943        | 1. maj 1944 (33 år) i Ryvangen                                                    | Vestre Kirkegaard                        |
|     | Jørgen Eivind Schacht               | 8. marts 1924      | BOPA Frit Danmark                  | 3. maj 1944            | 5. maj 1944 (25 år) i Ryvangen                                                    | Vestre Kirkegård afdeling F, række 11    |
|     | Georg Quistgaard                    | 15. februar 1915   | Hjemmefronten, SOE                 | 13. januar 1944        | 20. eller 21. maj 1944 (29 år) i Ryvangen                                         | Mindelunden i Ryvangen                   |
|     | Carl Jørgen Larsen                  | 6. juli 1899       | -                                  | -                      | 22. maj 1944 (44 år) i Ryvangen                                                   | Mindelunden i Ryvangen                   |
|     | Benny Randau Mikkelsen              | 23. august 1925    | -                                  | -                      | 26. maj 1944 (18 år) i Ryvangen                                                   | Aalborg Almen Kirkegaard                 |
|     | Orla Andersen                       | 7. oktober 1915    | Hornsletgruppen                    | -                      | 26. maj 1944 (28 år) i Ryvangen                                                   | Hornslet Kirkegaard                      |
|     | Axel Sørensen                       | 8. februar 1912    | Hornsletgruppen                    | -                      | 7. juni 1944 (32 år) i Ryvangen                                                   | Hornslet Kirkegaard                      |
|     | Herold Jensen Svarre                | 10. september 1909 | Hornsletgruppen                    | -                      | (formentlig) 7. juni 1944 (34 år) i Ryvangen                                      | Havrebjerg                               |
|     | Helmer Wøldike                      | 25. september 1913 | Birkesøgruppen under Dansk Samling | 13. januar 1944        | 12. juni 1944 (30 år) i Ryvangen                                                  | Viborg, Asmild Kirkegård                 |
|     | Herman Møller Boye                  | 5. juli 1913       |                                    | 28. februar 1944       | 12. juni 1944 (30 år) i Ryvangen                                                  | Mindelunden i Ryvangen                   |
|     | Christian Ulrik Hansen              | 25. maj 1921       | Holger Danske                      | februar 1944           | 23. juni 1944 (23 år) i Ryvangen                                                  | -                                        |
|     | Michael Westergård Jensen           | 25. oktober 1916   | -                                  | -                      | 23. juni 1944 (27 år) i Ryvangen                                                  | Hadsund Kirkegaard                       |
|     | Emil Balslev                        | 19. september 1913 | -                                  | -                      | 23. juni 1944 (30 år) i Ryvangen                                                  | Aars                                     |
|     | Børge Johannes Lauritsen            | 22. oktober 1916   | -                                  | -                      | 23. juni 1944 (27 år) i Ryvangen                                                  | Aars Kirkegaard                          |
|     | Jørgen Rydder                       | 20. september 1923 | -                                  | -                      | 23. juni 1944 (20 år) i Ryvangen                                                  | Aars Kirkegaard                          |
|     | Jens Peter Funch Lind               | 14. maj 1921       | -                                  | -                      | 23. juni 1944 (23 år) i Ryvangen                                                  | Allinge Kirkegaard                       |
|     | Hans Jørgen Henriksen               | 1. april 1909      | -                                  | -                      | 23. juni 1944 (35 år) i Ryvangen                                                  | Mindelunden i Ryvangen                   |
|     | Poul Ib Gjessing                    | 21. marts 1909     | -                                  | -                      | 23. juni 1944 (35 år) i Ryvangen                                                  | Mindelunden i Ryvangen                   |
|     | Marius Fiil                         | 21. maj 1893       | Hvidstengruppen                    | 11. marts 1944         | 29. juni 1944 (51 år) i Ryvangen                                                  | Mindelunden i Hvidsten (bisat)           |
|     | Niels Fiil                          | 12. juni 1920      | Hvidstengruppen                    | 11. marts 1944         | 29. juni 1944 (24 år) i Ryvangen                                                  | Mindelunden i Hvidsten (bisat)           |
|     | Peder Bergenhammer Sørensen         | 3. juni 1914       | Hvidstengruppen                    | 11. marts 1944         | 29. juni 1944 (30 år) i Ryvangen                                                  | Mindelunden i Hvidsten (bisat)           |
|     | Johan Kjær Hansen                   | 7. april 1907      | Hvidstengruppen                    | 11. marts 1944         | 29. juni 1944 (37 år) i Ryvangen                                                  | Mindelunden i Hvidsten (bisat)           |
|     | Niels Nielsen Kjær                  | 2. april 1903      | Hvidstengruppen                    | 11. marts 1944         | 29. juni 1944 (41 år) i Ryvangen                                                  | Mindelunden i Hvidsten (bisat)           |
|     | Søren Peter Kristensen              | 20. august 1887    | Hvidstengruppen                    | 11. marts 1944         | 29. juni 1944 (56 år) i Ryvangen                                                  | Mindelunden i Hvidsten (bisat)           |
|     | Henning Andersen                    | 16. juli 1917      | Hvidstengruppen                    | 11. marts 1944         | 29. juni 1944 (26 år) i Ryvangen                                                  | Mindelunden i Hvidsten (bisat)           |
|     | Albert Carlo Iversen                | 28. september 1895 | Hvidstengruppen                    | 11. marts 1944         | 29. juni 1944 (48 år) i Ryvangen                                                  | Mindelunden i Hvidsten (bisat)           |
|     | Erik Gerhard Andersen               | 2. december 1916   | Ringen                             | 30. maj 1944           | 21. februar 1945 (28 år) i Ryvangen                                               | Mindelunden i Ryvangen                   |
|     | Eigil Kirstein Vistisen             | 14. juni 1914      | -                                  | -                      | 24. februar 1945 (30 år) i Ryvangen                                               | Bispebjerg Kirkegaard                    |
|     | Preben Richard Christensen          | 8. august 1925     | BOPA                               | 10. februar 1945       | 27. februar 1945 (19 år) i Ryvangen                                               | Mindelunden i Ryvangen                   |
|     | Poul Boris Alex Madsen              | 23. oktober 1915   | Nationalt Værn                     | 8. januar 1945         | 27. februar 1945 (29 år) i Ryvangen                                               | Mindelunden i Ryvangen                   |
|     | Carl Borch Sørensen                 | 25. juli 1925      | BOPA                               | 15. februar 1945       | 27. februar 1945 (19 år) i Ryvangen                                               | Mindelunden i Ryvangen                   |
|     | Karl Gustav Stricker Brøndsted      | 13. december 1913  | Københavnsledelsen                 | 24. og 25. januar 1945 | 27. februar 1945 (31 år) i Ryvangen                                               | Mindelunden i Ryvangen                   |
|     | Preben Gylche                       | 30. januar 1927    | BOPA                               | 8. februar 1945        | 27. februar 1945 (18 år) i Ryvangen                                               | Mindelunden i Ryvangen                   |
|     | Andreas Bronislaw Wadesloff Nielsen | 31. marts 1918     | afsnit 8 i København               |                        | 27. februar 1945 (26 år) i Ryvangen                                               | Mindelunden i Ryvangen                   |
|     | Erik Crone                          | 29. september 1919 | Studenternes Efterretningstjeneste | 19. december 1944      | 27. februar 1945 (25 år) i Ryvangen                                               | Mindelunden i Ryvangen                   |
|     | Einar Aksel Larsen                  | 16. august 1906    | -                                  | -                      | 27. februar 1945 (38 år) i Ryvangen                                               | Vestre Kirkegaard, Slagelse              |
|     | Svend Glendau                       | 12. marts 1910     | -                                  | -                      | 27. februar 1945 (34 år) i Ryvangen                                               | Mindelunden i Ryvangen                   |
|     | Harald Christensen                  | 28. maj 1915       | -                                  | -                      | 27. februar 1945 (29 år) i Ryvangen                                               | Mindelunden i Ryvangen                   |
|     | John Erik Andersen                  | 27. april 1926     | BOPA                               | februar 1945           | 3. marts 1945 (18 år) i Ryvangen                                                  | Mindelunden i Ryvangen                   |
|     | Hagbarth Friis Jensen               | 9. november 1911   | -                                  | -                      | 3. marts 1945 (33 år) i Ryvangen                                                  | Vejleby Kirkegaard                       |
|     | Svend Egon Nielsen                  | 12. juni 1924      | -                                  | 21. februar 1945       | 13. marts 1945 (20 år) i Ryvangen                                                 | Thorsø Kirkegaard                        |
|     | Preben Lytken Madsen                | 11. maj 1926       | -                                  | 21. februar 1945       | 13. marts 1945 (18 år) i Ryvangen                                                 | Aarhus Vestre Kirkegaard                 |
|     | Paul Petersen Holm                  | 25. marts 1925     | -                                  | -                      | 13. marts 1945 (19 år) i Ryvangen                                                 | Svendborg Krematorium (bisat)            |
|     | Bent Jensen                         | 8. maj 1923        | -                                  | -                      | 13. marts 1945 (21 år) i Ryvangen                                                 | Silkeborg Vestre Kirkegaard              |
|     | Leif Dines Pedersen                 | 3. december 1921   | -                                  | -                      | 13. marts 1945 (23 år) med ukendt dødssted eller i Ryvangen                       | Bispebjerg Krematorium (bisat)           |
|     | Poul Mackeprang Nielsen             | 31. december 1922  | -                                  | -                      | 13. marts 1945 (22 år) i Ryvangen                                                 | Esbjerg Ny Kirkegaard                    |
|     | Kaj Peter Cornelius Ohlsen          | 11. maj 1911       | -                                  | 26. februar 1945       | 17. marts 1945 (33 år) i Ryvangen                                                 | Glostrup Kirkegaard                      |
|     | Hans Brahe Salling                  | 17. april 1917     | -                                  | -                      | 17. marts 1945 (27 år) i Ryvangen                                                 | Gentofte Kirkegaard                      |
|     | Kaj Leo Kristensen                  | 7. november 1917   | -                                  | -                      | 17. marts 1945 (27 år) i Ryvangen                                                 | Mindelunden i Ryvangen                   |
|     | Lennart Ahlefeldt-Laurvig-Lehn      | 4. maj 1916        | Undergrundshæren Region IV (Fyn)   | -                      | 28. marts 1945 (28 år) i Ryvangen                                                 | Bogense Kirkegaard                       |
|     | Bent Christensen                    | 6. februar 1927    | -                                  | 10. marts              | 28. marts 1945 (18 år) i Ryvangen                                                 | Nyborg Kirkegaard                        |
|     | Henning Børge Hansen                | 29. januar 1925    | -                                  | 11. marts              | 28. marts 1945 (20 år) i Ryvangen                                                 | Nyborg Kirkegaard                        |
|     | Bendt Stentoft                      | 17. maj 1925       | -                                  | 10. marts              | 28. marts 1945 (19 år) i Ryvangen                                                 | Nyborg Kirkegaard                        |
|     | Eigil Bruno Wendell de Neergaard    | 7. juli 1913       | Region V (Sjælland)                | 19. december 1944      | 29. marts 1945 (31 år) i Ryvangen                                                 | Skælskør Kirkegaard                      |
|     | Aage Emil Daugaard                  | 11. maj 1911       | Region V (Sjælland)                | -                      | 29. marts 1945 (33 år) i Ryvangen                                                 | Egtved Kirkegaard                        |
|     | Ole Bay Andersen                    | 13. november 1921  | Region V (Sjælland)                | 16. februar            | 29. marts 1945 (23 år) i Ryvangen                                                 | Slagelse                                 |
|     | Erik Briand Clausen                 | 24. januar 1901    | Region V (Sjælland)                | 8. marts               | 29. marts 1945 (44 år) i Ryvangen                                                 | Bispebjerg Kirkegaard                    |
|     | Asger Lindberg Mørup                | 31. august 1912    | Region V (Sjælland)                | 9. marts               | 29. marts 1945 (32 år)                                                            | Sorø                                     |
|     | John Erik Andersen                  | 27. april 1926     | BOPA                               | februar 1945           | 3. marts 1945 (18 år) i Ryvangen                                                  | Mindelunden i Ryvangen                   |
|     | Henrik Wessel Platou                | 31. januar 1918    | L-gruppen i Nordjylland            | februar 1945           | 10. marts 1945 (27 år) med ukendt dødsted eller i Ryvangen                        | Frederikshavn                            |
|     | Helge Brock Iversen                 | 20. juni 1924      | Bramming-gruppen                   | 22. februar 1945       | 10. marts 1945 (20 år) i Ryvangen                                                 | Skt. Ansgar Kirkegård Bramming           |
|     | Hans Silas Nielsen                  | 19. september 1918 | Bramming-gruppen                   | 22. februar 1945       | 10. marts 1945 (26 år) i Ryvangen                                                 | Tjæreborg Kirkegård                      |
|     | Jens Thue Jensen                    | 25. juni 1922      | Bramming-gruppen                   | 22. februar 1945       | 10. marts 1945 (22 år) i Ryvangen                                                 | Skt. Ansgar Kirkegård Bramming           |
|     | Poul Larsen                         | 28. august 1912    | Dansk Hjælpetjeneste               | 1. december 1944       | 10. marts 1945 (32 år) i Ryvangen                                                 | Mindelunden i Ryvangen                   |
|     | Erik Pedersen                       | 5. juli 1918       | Frit Danmark                       | 13. februar 1945       | 10. marts 1945 (26 år) med ukendt dødssted eller i Ryvangen                       | Vejle Nordre Kirkegaard                  |
|     | Johan Jørgen Teilmann               | 12. maj 1909       | -                                  | 26. september 1944     | 10. marts 1945 (35 år) i Ryvangen                                                 | Bramming                                 |
|     | Kim Malthe-Bruun                    | 8. juli 1923       | -                                  | 21. februar 1945       | 6. april 1945 (21 år) i Ryvangen                                                  | Mindelunden i Ryvangen                   |
|     | Ejner Ole Mosolff                   | 26. april 1925     | -                                  | -                      | 17. marts 1945 (19 år) i Ryvangen                                                 | Birkerød Kirkegaard                      |
|     | Peter Wessel Fyhn                   | 13. juni 1920      | -                                  | -                      | 6. april 1945 (24 år) i Ryvangen                                                  | Mindelunden i Ryvangen                   |
|     | Ludvig Alfred Otto Reventlow        | 16. februar 1916   | Studenternes Efterretningstjeneste | -                      | 6. april 1945 (29 år) i Ryvangen                                                  | Mindelunden i Ryvangen                   |
|     | Jørgen Frederik Winther             | 26. april 1917     | Holger Danske                      | 18. december 1944      | 6. april 1945 (27 år) i Ryvangen                                                  | Mindelunden i Ryvangen                   |
|     | Poul Erik Krogshøj Hansen           | 6. oktober 1924    | BOPA                               | 23. marts 1945         | 11. april 1945 (20 år) i Ryvangen                                                 | Helsingør Kirkegård, afdeling 7          |
|     | Knud Petersen                       | 8. oktober 1925    | BOPA                               | 23. marts 1945         | 11. april 1945 (20 år) i Ryvangen                                                 | Helsingør Kirkegård, afdeling 7          |
|     | Henning Wieland                     | 26. december 1922  | BOPA                               | 23. marts 1945         | 11. april 1945 (22 år) i Ryvangen                                                 | Ålborg Gammel Kirkegård                  |
|     | Carl Jørgen Erik Skov Larsen        | 22. december 1923  | BOPA                               |                        | 11. april 1945 (21 år) i Ryvangen                                                 | Mindelunden i Ryvangen                   |
|     | Eluf Preben Månsson                 | 4. august 1919     | -                                  | -                      | 18. april 1945 (25 år) i Ryvangen                                                 | Randers Nordre Kirkegaard                |
|     | Henry Jacobsen                      | 25. august 1918    | -                                  | -                      | 19. april 1945 (26 år) i Ryvangen                                                 | Fredericia Assistens Kirkegaard          |
|     | Ferdinand Emil Martin Andersen      | 13. januar 1918    | -                                  | -                      | 19. april 1945 (27 år) i Ryvangen                                                 | Fredericia Nordre Kirkegaard             |
|     | Hans Christian Just Petersen        | 27. juli 1886      | -                                  | -                      | 19. april 1945 (58 år) i Ryvangen                                                 | Fredericia Nor Kirkegaard                |
|     | Helge Carlo Harry Hermann           | 5. juni 1920       | -                                  | -                      | 19. april 1945 (24 år) i Ryvangen                                                 | Fredericia Assistens Kirkegaard          |
|     | Karl Gustav Kolding                 | 21. januar 1917    | -                                  | -                      | 19. april 1945 (19 år) i Ryvangen                                                 | Fredericia Assistens Kirkegaard          |
|     | Hans Eeg                            | 28. maj 1925       | -                                  | -                      | 19. april 1945 (19 år) i Ryvangen                                                 | Fredericia Nordre Kirkegaard             |
|     | Iver Peder Lassen                   | 11. juli 1923      | -                                  | -                      | 19. april 1945 (21 år) i Ryvangen                                                 | Fredericia Assistens Kirkegaard          |